# Chiesa di San Luigi Gonzaga (Malé)
La chiesa di San Luigi Gonzaga è una chiesa cattolica situata a Malé, in provincia autonoma di Trento; è sussidiaria della parrocchiale di Santa Maria Assunta e fa parte dell'arcidiocesi di Trento. 

## Storia

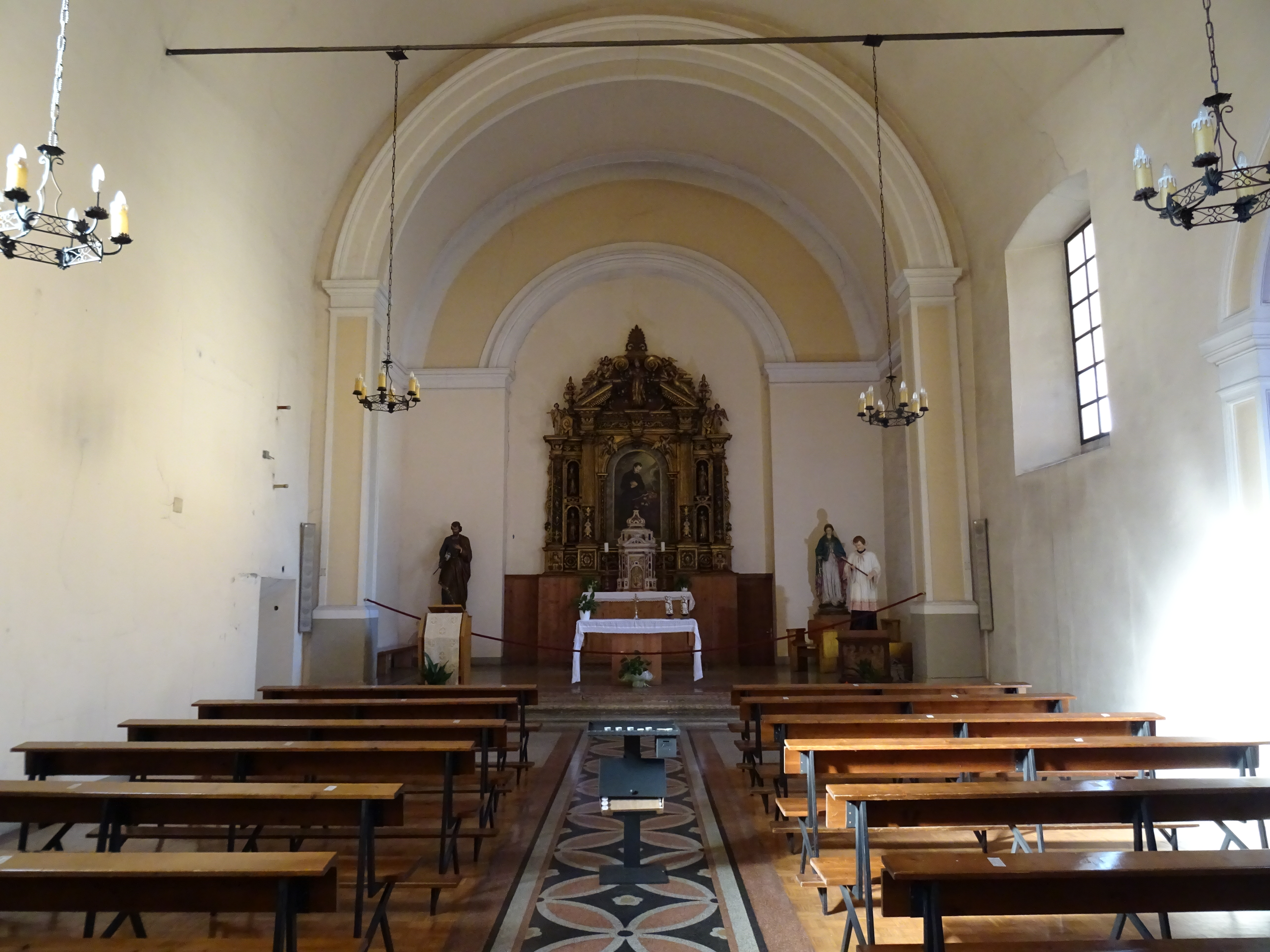
Interno

Nel 1742, dopo lunghe trattative, i padri cappuccini ottennero il permesso di fondare un convento con annessa chiesa a Malé; i lavori di costruzione si conclusero nel 1744 e il tempio, dedicato a san Giovanni Nepomuceno, venne benedetto il 20 settembre dal canonico Giuseppe Giovanni Michele Lodron, e consacrato il 4 luglio dell'anno seguente dal vescovo coadiutore di Trento Leopoldo Ernesto Firmian. Nell'altare maggiore vennero collocate le reliquie dei santi martiri Onesto, Bonifacio, Candido, Giocondo e Onorato.
Il convento venne secolarizzato per cinque anni tra il 1810 e il 1815 (venendo usato come alloggio per truppe militari di passaggio), dopodiché rimase in attività sino al 24 luglio 1892, quando tutto il complesso venne colpito da un gravissimo incendio, che distrusse totalmente la chiesa; esso venne quindi ceduto al comune, che convertì il convento in scuola e fece ricostruire la chiesa negli anni seguenti, partendo dal livello del pavimento della struttura precedente: il nuovo luogo di culto venne intitolato a san Luigi Gonzaga (che è patrono degli studenti). A parte l'aggiunta di una cappella laterale nel 1931-32 non sono documentate modifiche alla chiesa; si segnalano l'aggiunta di arredi per la realizzazione dell'adeguamento liturgico nel 1968, e lavori di manutenzione e installazione dell'impianto d'allarme nel 1981-83.

## Descrizione

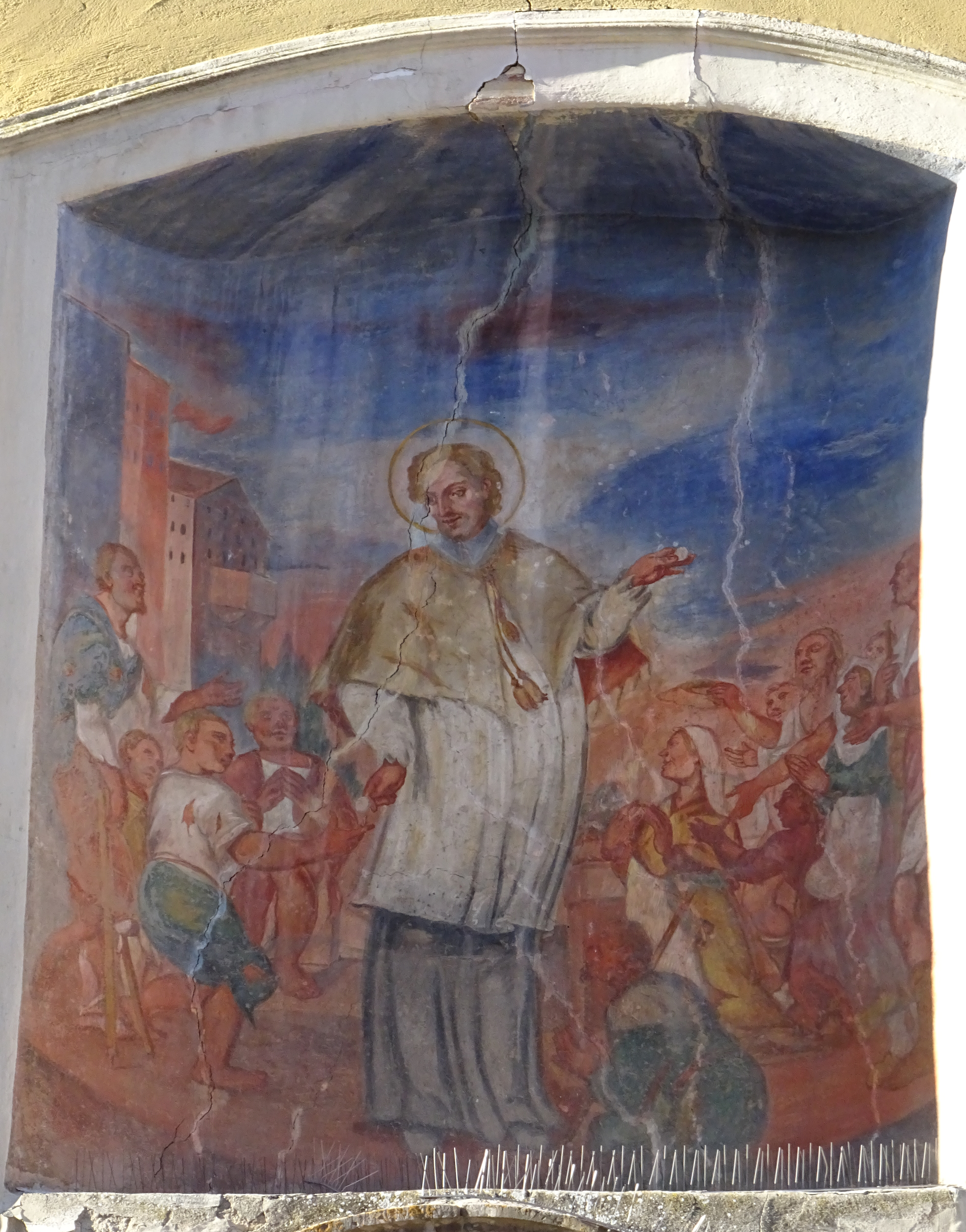
Affresco nella nicchia in facciata, raffigurante san Vincenzo de' Paoli

### Esterno
La chiesa, orientata verso ovest, sorge all'estremità occidentale dell'abitato di Malé, lungo la strada per Croviana. Nella facciata a capanna, conclusa da un frontone triangolare, si apre il portale d'ingresso, preceduto da una scalinata a tre rampe e sormontato da una lunetta con un bassorilievo raffigurante il simbolo francescano; al di sopra si trova una nicchia con cornice modanata contenente un affresco di san Vincenzo de' Paoli e, più in alto, un oculo.

### Interno
L'interno della chiesa è sobrio, voltato a botte in tutti gli spazi e pavimentato con seminato alla veneziana, con la corsia centrale ornata da motivi vegetali; è presente un'unica navata, aperta sulla destra dalla capella laterale (con altare ornato dalle statue di san Giuseppe e dell'Immacolata) e conclusa dal presbiterio a fondo piatto, introdotto da un arco santo a tutto sesto e rialzato di tre gradini (con altar maggiore dotato di pala raffigurante san Luigi). L'ambiente è illuminato, oltre che dall'oculo in facciata, da tre finestre centinate, due a sud e un a nord.